# 2515 Gansu
2515 Gansu è un asteroide della fascia principale. Scoperto nel 1964, presenta un'orbita caratterizzata da un semiasse maggiore pari a 3,1830076 UA e da un'eccentricità di 0,1973339, inclinata di 4,05930° rispetto all'eclittica.
È intitolato alla provincia cinese di Gansu.